# Kościół św. Jakuba Apostoła w Budziszewku
Kościół świętego Jakuba Apostoła w Budziszewku – rzymskokatolicki kościół parafialny należący do parafii pod tym samym wezwaniem (dekanat rogoziński archidiecezji gnieźnieńskiej).
Jest to świątynia wzniesiona w 1755 roku. Ufundowana została przez Władysława Tomickiego miecznika wielkopolskiego. W 1831 roku w świątyni odbył się chrzest Marii Tekli Łubieńskiej, na którym ojcem chrzestnym był przebywający w Wielkopolsce Adam Mickiewicz. Budowla była restaurowana w 1871 roku (dzięki staraniom Stanisława Łubieńskiego) i w 1905 roku. W 1878 roku świątynia została odebrana katolikom przez właściciela okolicznych dóbr von Treskow planującego zburzyć starą świątynię. Na mocy wyroku sądu budowla wróciła do rąk katolików. Kościół został zrujnowany podczas II wojny światowej. W latach 1959–1960 budowla została gruntownie odrestaurowana, m.in. zostały wymienione częściowo ściany i założono nowe stropy.
Budowla drewniana, jednonawowa, posiada częściowo konstrukcję zrębową, częściowo żelazną (wykonaną po remoncie w 1960 roku). Świątynia orientowana, wzniesiona na planie krzyża łacińskiego. Kościół posiada pozorny transept w formie kaplic bocznych o kalenicach niższych od nawy głównej, zamknięty ścianą prostą. Prezbiterium jest mniejsze w stosunku do nawy, zamknięte trójbocznie, po jego bokach są umieszczone dwie zakrystie. Od frontu znajduje się wieża konstrukcji słupowej, posiadająca kruchtę w przyziemiu, nadbudowana nad nawą. Jest ona zwieńczona blaszanym dachem namiotowym z krzyżem. Budowlę nakrywa dach dwukalenicowy, pokryty blachą miedzianą z ośmiokątną wieżyczką na sygnaturkę. Jest ona zwieńczona barokowym, baniastym, blaszanym dachem hełmowym z latarnią. Wnętrze nakrywa strop płaski obejmujący nawę i prezbiterium z fasetą. Na chórze muzycznym są umieszczone organy z 1905 roku. Ołtarz główny reprezentuje styl późnobarokowy, ołtarze boczne w stylu rokokowym są ozdobione licznymi rzeźbami, dwa konfesjonały pochodzą z 2 połowy XVIII wieku. Chrzcielnica z alabastru charakteryzuje się nakryciem w formie korony z krzyżem z XVIII wieku. Pod kościołem jest umieszczona krypta.